# Lycaena koa
Lycaena koa är en fjärilsart som beskrevs av Druce 1876. Lycaena koa ingår i släktet Lycaena och familjen juvelvingar. Inga underarter finns listade i Catalogue of Life.